# Strappado

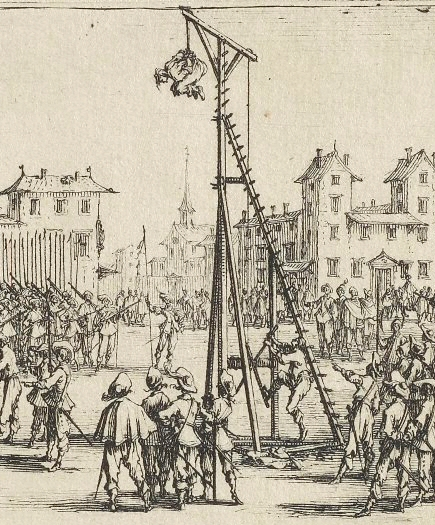
Utilização da garrucha segundo uma strappado de Jacques Callot de 1633.

O strappado, também conhecido como corda, é uma forma de tortura em que as mãos da vítima são amarradas nas costas e a vítima é suspensa por uma corda presa aos pulsos, normalmente resultando em luxação dos ombros. Pesos podem ser adicionados ao corpo para intensificar o efeito e aumentar a dor. Este tipo de tortura geralmente não duraria mais de uma hora, pois de outra forma provavelmente resultaria na morte da vítima.
Outros nomes para o strappado incluem "pendimento inverso", "pendimento palestino" e il tormento della corda (do italiano "O Tormento Da Corda")  Foi utilizado pela Inquisição medieval e por muitos governos, como o tribunal de direito civil (1543-1798) da Ordem de São João na Valletta).
A aplicação da técnica de strappado causa danos permanentes, mas não visíveis. Os níveis de dor e resistência variam de acordo com a vítima, dependendo do peso da vítima e de quaisquer pesos adicionais adicionados ao corpo.
Samuel Johnson incorretamente mencionou esta forma de tortura em A Dictionary of the English Language como uma "punição aplicada por golpes".